# Anton Stegemann
Anton Gerhard Conrad Stegemann (* 18. Oktober 1863 in Wildeshausen; † 5. Januar 1931 in Lohne) war ein deutscher katholischer Priester sowie Funktionär im Katholischen Arbeiterverein und Politiker (Zentrum) im Oldenburger Münsterland.

## Leben
Anton Stegemann war der Sohn des Hieronymus Stegemann und dessen Ehefrau Elisabeth geb. Thole. Er besuchte das Gymnasium Antonianum in Vechta und studierte danach Theologie an der Universität Münster, später dann an der Universität Innsbruck. Am 30. April 1890 wurde er in Münster zum Priester geweiht.
Nach Aushilfstätigkeiten als Seelsorger in Calhorn bei Essen und Lastrup trat er 1898 seine erste Stelle als Kaplan bzw. ab 1919 als Pfarrer in Lohne an.
Stegemann war von der Katholischen Soziallehre tief beeindruckt und beschäftigte sich mit der sozialen Lage von Heuerleuten, Handwerkern und Arbeitern im Oldenburger Land. Er engagierte sich im 1890 gegründeten Volksverein für das katholische Deutschland und organisierte über diesen Verein zunächst praktisch-soziale Schulungen. Später setzte er die Gründung von Ortsgruppen des Volksvereins in den meisten katholischen Gemeinden des Oldenburger Landes durch und wurde Landesgeschäftsführer des Vereins.
In dem aufstrebenden Industrieort Lohne gründete er 1904 als Ergänzung der Bildungsarbeit des Volksvereins den ersten Katholischen Arbeiterverein im Oldenburger Land. Weitere Arbeitervereine folgten, so 1906 in Oldenburg, 1911 in Delmenhorst und 1912 in Wilhelmshaven. 1910 wurde Stegemann zum ersten Vorsitzenden des Bezirksverbandes dieser Arbeitervereine berufen und hatte diese Stellung bis 1926 inne. Dank seiner Initiative wurde ein vom Volksverein und dem Bezirksverband der katholischen Arbeitervereine gemeinschaftlich getragenes Sekretariat eingerichtet.
Auch für die Gründung christlicher Gewerkschaften setzte sich Stegemann ein. So entstand 1904 der Christliche Tabakarbeiterverband, dem bis 1910 die christlichen Gewerkschaften der Holzarbeiter, Metallarbeiter, Textilarbeiter, Fabrikarbeiter und Lederarbeiter im Oldenburger Land folgten.
Als Politiker war Stegemann langjähriges Vorstandsmitglied der oldenburgischen Zentrumspartei und hier maßgeblich am Aufbau der oldenburgischen Landesorganisation dieser Partei beteiligt. Weiterhin fungierte er als Schriftführer der Partei in Oldenburg und hatte als solcher auf die politische Entwicklung im Oldenburger Land im Bereich der Sozial-, Wirtschafts- und Schulpolitiker einigen Einfluss.
1925 erlitt er einen Schlaganfall, unter dessen Folgen er bis zu seinem Tode litt.